# Visoko (Varaždin)
Pour les articles homonymes, voir Visoko.
Visoko est un village et une municipalité située dans le comitat de Varaždin, en Croatie. Au recensement de 2001, la municipalité comptait 1 641 habitants, dont 99,76 % de Croates et le village seul comptait 526 habitants.

## Localités
La municipalité de Visoko compte 7 localités :
- Čanjevo
- Đurinovec
- Kračevec
- Presečno Visočko
- Vinično
- Visoko
- Vrh Visočki